# Austell
Austell är en stad (city) i Cobb County, och  Douglas County, i delstaten Georgia, USA. Enligt United States Census Bureau har staden en folkmängd på 6 672 invånare (2011) och en landarea på 15,5 km².